# Dodge D5-Serie
Der Dodge Serie D5 war ein PKW der Firma Dodge in Detroit, der als ein Nachfolger des Modells Dodge Beauty Winner im Oktober 1936 als Modell 1937 vorgestellt wurde.
Der Wagen hatte – wie seine Vorgänger – einen seitengesteuerten Sechszylinder-Reihenmotor mit 3569 cm³, der 87 bhp (64 kW) bei 3600/min leistete. Einscheiben-Trockenkupplung, Dreiganggetriebe und Hinterradantrieb hatte auch dieses Fahrzeug. Auf Wunsch war eine Halbautomatik (durch Vakuum automatisch betätigte Kupplung) verfügbar.
Auch die Serie D5 war mit zwei Radständen verfügbar: Die meisten Aufbauten gab es auf dem Fahrgestell mit 2921 mm Radstand, die siebensitzige Limousine, die fünfsitzige Pullman-Limousine und das fünfsitzige Victoria-Cabriolet besaßen 3353 mm Radstand. Die Karosserien waren geringfügig überarbeitet worden: Der Kühlergrill hatte einen Mittelsteg erhalten und das kurze Fahrgestell hatte einen um 25 mm verkürzten Radstand. Als Aufbauten wurden eine zwei- oder viertürige Limousine, jeweils in "Normalausführung" (mit Fließheck, aber ohne Kofferraum) und in "Touringausführung" (mit Fließheck und hinten angeschlossenem Kofferraum) angeboten. Daneben gab zwei unterschiedliche zweitürige Coupés (Business und R/S), sowie ein zwei- und ein viertüriges Cabriolet auf dem kurzen Fahrgestell. R/S-Coupe und zweitüriges Cabriolet gab es wahlweise mit drei oder sechs Sitzplätzen. Das lange Fahrgestell wurde neben den oben beschriebenen Karosserien auch noch mit allen mechanischen Komponenten, aber ohne Aufbauten, geliefert, sodass es kundenseitig an Karosseriebaubetriebe vergeben werden konnte, die es mit Spezialaufbauten versahen.
Bereits im Oktober 1937 wurde die Serie D5 von der D8-Serie abgelöst.
GAZ in der Sowjetunion produzierte eine Kopie des Motors des Dodge D5 unter dem Namen GAZ-11. Dieser wurde zunächst im GAZ-11-73-Pkw eingesetzt und nach dem Krieg über viele Jahrzehnte in leichten Lastwagen wie dem GAZ-51 verwendet.